# Jo Nesbø
Jo Nesbø (ejtsd: jú neszbő) (Oslo, 1960. március 29. –) norvég író és zenész. Fiatal korában ígéretes labdarúgó tehetségnek tartották, de ezt fel kellett adnia egy sérülés miatt. Országos hírnevet szerzett zenészként és dalszövegíróként. Regényíróként főként krimijeiről ismert, melyeknek főszereplője az alkoholista Harry Hole nyomozó. Regényeinek erőssége – a duplacsavaros cselekmény mellett –, hogy társadalmi problémák és összetett karakterek köré építi történeteit. Könyveit már több mint nyolcmillió példányban adták el világszerte, és negyven nyelvre fordították le. Első gyerekkönyve 2007-ben jelent meg Doktor Proktors Prompepulver (Doktor Proktor pukipora) címmel. A norvég krimiírót az új Stieg Larssonként emlegetik. A Harry Hole sorozat Hóember című regényéből 2017-ben mozifilm készült, melyben a detektívet Michael Fassbender alakította.

## Művei

### Harry Hole sorozat
- Denevérember (1997)
- Csótányok (1998)
- Vörösbegy (2000)
- Nemeszisz (2002)
- Boszorkányszög (2003)
- A megváltó (2005)
- Hóember (2007)
- Leopárd (2009)
- Kísértet (2011)
- Police (2013)
- Szomjúság (2017)
- Kés (2019)
- Vérhold (2023)
- Hajtóvadászat (202?)

### Doktor Proktor sorozat
- Doktor Proktor pukipora (2007)
- Idővihar a kádban (2008)
- Szeleburdi világvége (2010)
- A nagy aranyrablás (2012)
- (Dermesztően) csendes éj (2017)

### Olav Johansen sorozat
- Vér a havon (2015)
- Fehér éjszaka (2015)

### A birodalom sorozat
- A birodalom (2020)
- Vérségi kötelék (2024)

### Különálló művek
- Stemmer fra Balkan/Atten dager i mai "Figures in the Balkans" (dokumentumregény) (1999)
- Karusellmusikk (2001) (novelláskötet)
- Det hvite hotellet / "The White Hotel" (2007)
- Fejvadászok (2008)
- A fiú (2014)
- Macbeth (2018)
- Bestiák, amelyek bár ne lennének (2018)
- A féltékenység-szakértő és más történetek (2021) (novelláskötet)
- A Patkánysziget és más történetek (2022) (novelláskötet)
- Éjszakai Ház (2023)

## Magyarul
- Nemeszisz; ford. Petrikovics Edit; Animus, Bp., 2008 (Skandináv krimik)
- Vörösbegy; ford. Petrikovics Edit; Animus, Bp., 2008 (Skandináv krimik)
- A megváltó; ford. Petrikovics Edit; Animus, Bp., 2010 (Skandináv krimik)
- Boszorkányszög; ford. Petrikovics Edit; Animus, Bp., 2010 (Skandináv krimik)
- Fejvadászok; ford. Pék Zoltán; Animus, Bp., 2011 (Skandináv krimik)
- Hóember; ford. Petrikovics Edit; Animus, Bp., 2011 (Skandináv krimik)
- Doktor Proktor pukipora; ford. Petrikovics Edit; Kolibri, Bp., 2012
- Doktor Proktor pukipora. Idővihar a kádban; ford. Petrikovics Edit; Kolibri, Bp., 2012
- Csótányok; ford. Petrikovics Edit; Animus, Bp., 2012 (Skandináv krimik)
- Leopárd; ford. Petrikovics Edit; Animus, Bp., 2012 (Skandináv krimik)
- Denevérember; ford. Petrikovics Edit; Animus, Bp., 2012 (Skandináv krimik)
- Police; ford. Petrikovics Edit; Animus, Bp., 2013 (Skandináv krimik)
- Kísértet; ford. Petrikovics Edit; Animus, Bp., 2013 (Skandináv krimik)
- Doktor Proktor pukipora. Szeleburdi világvége; ford. Petrikovics Edit; Kolibri, Bp., 2013
- Doktor Proktor pukipora. A nagy aranyrablás; ford. Petrikovics Edit; Kolibri, Bp., 2014
- A fiú; ford. Petrikovics Edit; Animus, Bp., 2014 (Skandináv krimik)
- Fehér éjszaka; ford. Petrikovics Edit; Animus, Bp., 2015 (Skandináv krimik)
- Vér a havon; ford. Petrikovics Edit; Animus, Bp., 2015 (Skandináv krimik)
- Fejvadászok; ford. Pék Zoltán; Animus, Bp., 2015 (Skandináv krimik)
- Szomjúság; ford. Petrikovics Edit; Animus, Bp., 2017 (Skandináv krimik)
- Macbeth; ford. Petrikovics Edit; Kossuth, Bp., 2018
- Bestiák, amelyek bár ne lennének; ford: Petrikovics Edit; Kolibri, Bp., 2018
- Kés; ford. Petrikovics Edit; Animus, Bp., 2019 (Skandináv krimik)
- Hóember; ford. Petrikovics Edit; 2. jav. kiad.; Animus, Bp., 2019 (Skandináv krimik)
- A birodalom; ford. Sulyok Viktória; Animus, Bp., 2020 (Skandináv krimik)
- A féltékenység-szakértő és más történetek; ford. Sulyok Viktória; Animus, Bp., 2021 (Skandináv krimik)
- Patkánysziget és más történetek; ford. Sulyok Viktória; Animus, Bp., 2022 (Skandináv krimik)
- Vérhold; ford. Sulyok Viktória; Animus, Bp., 2023 (Skandináv krimik)
- Éjszakai ház; ford. Sulyok Viktória; Animus, Bp., 2023 (Skandináv krimik)
- Vérségi kötelék; ford. Sulyok Viktória; Animus, Bp., 2024 (Skandináv krimik)

## Díjak
- The Riverton Prize 1997 az év legjobb norvég krimije (Denevérember)
- The Glass Key Award 1998 az év legjobb északi krimije (Denevérember)
- The Norwegian Booksellers' az év legjobb regénye 2000 (Vörösbegy)
- The Mads Wiel Nygaards Bursary 2002 (Nemeszisz)
- A valaha írt legjobb norvég regény díja a norvég könyvklubok szerint 2004 (Vörösbegy)
- The Finnish Academy of Crime Writers' Special Commendation 2007 for Excellence in Foreign Crime Writing (Boszorkányszög)
- The Norwegian Booksellers' az év könyve 2007 (Hóember)
- The Norwegian Book Club Prize 2008 az év könyve (Hóember)
- Peer Gynt-Díj

## Külső hivatkozások
- Jo Nesbø hivatalos oldala
- Jo Nesbø angol oldala